# Gautier Lloris
Gautier Lloris (Nizza, 18 luglio 1995) è un calciatore francese, difensore del Le Havre.

## Biografia
È nato a Nizza da madre francese (avvocato) e padre di origine spagnola (banchiere). È il fratello minore di Hugo Lloris, anch'egli calciatore che ricopre il ruolo di portiere.

## Caratteristiche tecniche
È un difensore centrale.

## Carriera

### Club
Cresciuto nel settore giovanile del Nizza, ha esordito in prima squadra il 4 gennaio 2016 disputando l'incontro di Coppa di Francia perso ai rigori contro il Rennes. Impiegato prevalentemente con la seconda squadra, nel mercato invernale del 2018 è stato ceduto in prestito semestrale al Gazélec Ajaccio.

### Nazionale
Ha giocato nella nazionale francese Under-19.

## Statistiche

### Presenze e reti nei club
Statistiche aggiornate al 4 settembre 2024.
| Stagione        | Squadra         | Campionato      | Campionato | Campionato | Coppe nazionali | Coppe nazionali | Coppe nazionali | Coppe continentali | Coppe continentali | Coppe continentali | Altre coppe | Altre coppe | Altre coppe | Totale | Totale | Totale |
| Stagione        | Squadra         | Comp            | Pres       | Reti       | Comp            | Pres            | Reti            | Comp               | Pres               | Reti               | Comp        | Pres        | Reti        | Pres   | Reti   |        |
| --------------- | --------------- | --------------- | ---------- | ---------- | --------------- | --------------- | --------------- | ------------------ | ------------------ | ------------------ | ----------- | ----------- | ----------- | ------ | ------ | ------ |
| 2012-2013       | Nizza 2         | CFA2            | 18         | 2          | -               | -               | -               | -                  | -                  | -                  | -           | -           | -           | 18     | 2      |        |
| 2013-2014       | Nizza 2         | CFA             | 27         | 0          | -               | -               | -               | -                  | -                  | -                  | -           | -           | -           | 27     | 0      |        |
| 2014-2015       | Nizza 2         | CFA             | 4          | 0          | -               | -               | -               | -                  | -                  | -                  | -           | -           | -           | 4      | 0      |        |
| 2015-2016       | Nizza 2         | CFA             | 7          | 0          | -               | -               | -               | -                  | -                  | -                  | -           | -           | -           | 7      | 0      |        |
| 2016-2017       | Nizza 2         | CFA             | 11         | 0          | -               | -               | -               | -                  | -                  | -                  | -           | -           | -           | 11     | 0      |        |
| 2017-gen. 2018  | Nizza 2         | N2              | 8          | 0          | -               | -               | -               | -                  | -                  | -                  | -           | -           | -           | 8      | 0      |        |
| Totale Nizza 2  | Totale Nizza 2  | Totale Nizza 2  | 75         | 0          |                 | 0               | 0               |                    | -                  | -                  |             | -           | -           | 75     | 0      |        |
| 2015-2016       | Nizza           | L1              | 2          | 0          | CF+CdL          | 1+0             | 0               | -                  | -                  | -                  | -           | -           | -           | 3      | 0      |        |
| gen.-giu. 2018  | Gazélec Ajaccio | L2              | 13         | 0          | CF+CdL          | 0               | 0               | -                  | -                  | -                  | -           | -           | -           | 13     | 0      |        |
| 2019-2020       | Nizza           | L1              | 3          | 0          | CF+CdL          | 0               | 0               | -                  | -                  | -                  | -           | -           | -           | 3      | 0      |        |
| Totale Nizza    | Totale Nizza    | Totale Nizza    | 5          | 0          |                 | 1               | 0               |                    | -                  | -                  |             | -           | -           | 6      | 0      |        |
| 2020-2021       | Auxerre         | L2              | 26         | 4          | CF              | 0               | 0               | -                  | -                  | -                  | -           | -           | -           | 26     | 4      |        |
| 2021-2022       | Auxerre         | L2              | 3          | 0          | CF              | 2               | 0               | -                  | -                  | -                  | -           | -           | -           | 5      | 0      |        |
| Totale Auxerre  | Totale Auxerre  | Totale Auxerre  | 29         | 4          |                 | 2               | 0               |                    | -                  | -                  |             | -           | -           | 31     | 4      |        |
| 2021-2022       | Auxerre         | N2              | 1          | 0          | -               | -               | -               | -                  | -                  | -                  | -           | -           | -           | 1      | 0      |        |
| 2022-2023       | Le Havre        | L2              | 27         | 3          | CF              | 0               | 0               | -                  | -                  | -                  | -           | -           | -           | 27     | 3      |        |
| 2023-2024       | Le Havre        | L1              | 31         | 2          | CF              | 2               | 0               |                    | -                  | -                  |             | -           | -           | 33     | 2      |        |
| 2024-2025       | Le Havre        | L1              | 3          | 1          | CF              | 0               | 0               |                    | -                  | -                  |             | -           | -           | 3      | 1      |        |
| Totale Le Havre | Totale Le Havre | Totale Le Havre | 61         | 6          |                 | 2               | 0               |                    | -                  | -                  |             | -           | -           | 63     | 6      |        |
| Totale carriera | Totale carriera | Totale carriera | 184        | 12         |                 | 5               | 0               |                    | -                  | -                  |             | -           | -           | 189    | 12     |        |

## Palmarès

### Club

#### Competizioni nazionali
- Campionato francese di seconda divisione: 1

Le Havre: 2022-2023